# جيمي براون (لاعب كرة قدم)
جيمي براون (بالإنجليزية: James Keith Brown)‏ (3 أكتوبر 1953 في المملكة المتحدة - ) هو لاعب كرة قدم بريطاني في مركز الوسط. لعب مع أستون فيلا وإثنيكوس وبريستون نورث إيند ونادي بورتسموث ونادي هيبرنيان ونادي ووستر سيتي.

## وصلات خارجية
- جيمي براون (لاعب كرة قدم) على موقع قاعدة بيانات كرة القدم.إي يو (الإنجليزية)